# Lijst van kerken op Saba
Deze (incomplete) lijst geeft een overzicht van de kerkgebouwen in de Nederlandse speciale gemeente Saba.
| Kerk                        | Adres | Wijk / Plaats | Originele functie     | Huidige functie       | Bijzonderheden                                                               | Foto |
| --------------------------- | ----- | ------------- | --------------------- | --------------------- | ---------------------------------------------------------------------------- | ---- |
| Christuskerk                |       | The Bottom    | anglicaanse kerk      | Ongewijzigd           | Enige anglicaanse en tevens oudste kerk op het eiland                        |      |
| Heilig Hartkerk             |       | The Bottom    | Rooms-katholieke kerk | Ongewijzigd           |                                                                              |      |
| Wesleyaanse Heiligingskerk  |       | The Bottom    | Wesleyaanse Kerk      | Ongewijzigd           |                                                                              |      |
| Koninkrijkszaal             |       | Windwardside  | Jehova's getuigen     | Ongewijzigd           | Vergaderingen kunnen in het Engels en het Spaans gehouden worden             |      |
| Heilige Drievuldigheidskerk |       | Windwardside  |                       |                       | Gebouwd in 1877                                                              |      |
| Sint-Paulus-Bekeringkerk    |       | Windwardside  |                       | Rooms-katholieke kerk | Naast de kerk ligt een begraafplaats, die door het hele dorp gebruikt wordt. |      |
| Heilige Rozenkranskerk      |       | Zions Hill    | Ongewijzigd           | Rooms-katholieke kerk | Sinds 1962 doet het pand dienst als katholieke kerk.                         |      |